# A buddhizmus és a dzsainizmus
A buddhizmus és a dzsainizmus a sramana hagyomány ma is létező két ága. Vardhamána és Gautama Buddha kortársak voltak és a páli kánon szerint Gautama tudott Vardhamána létezéséről, illetve a dzsaina szerzetesek közösségeiről. A dzsainizmus és a buddhizmus bizonyos jegyei hasonlatosak, például a kifejezések nagy része.
A dzsainizmus története során mindvégig Indiához volt kötve, a buddhizmus ugyan Indiából indult, később eljutott más ázsiai országokba is.

## Története
A buddhizmus elválasztja magát a dzsainizmustól azáltal, hogy alternatívát adott a szélsőséges aszkézisnek. A buddhista írások szerint Sziddhártha herceg megvilágosodása előtt megpróbálkozott az aszkéta gyakorlatokkal. Ezt a tényt megerősítik a dzsaina források is. Legvégül Buddha felhagyott ezekkel a módszerekkel, amikor felfedezte a középutat. A dzsainizmusban létezik egy nem szélsőséges ösvény a világi gyakorlók számára, akiknek csak enyhített fogadalmakat kell tenniük. Néhány buddhista tanítás, elv és fogalom megfelel dzsaina párjának, azonban értelmezésbeli különbségek mégis lehetnek közöttük.
Jóllehet mind a buddhista, mind a dzsainista rendekbe vettek fel apácákat, a Buddha a páli szövegekben elmondja, hogy a nők is képesek elérni a nirvánát. Ezzel szemben a dzsaina hagyományban egyes szekták másként vélekednek a nők megvilágosodásával kapcsolatban. A  dzsaina digambara szekta szerint a nők is képesek a spirituális fejlődésre, azonban a végső megvilágosodás előtt férfiként kell újjászületniük. A dzsaina svétámbara szekta szerint a nők is elérhetik a megvilágosodást.
A dzsaina közösség négy részből tevődik össze: szádhuk és szádhvík (vagy más néven srámanák és srámaník), valamint világi férfiak és nők (vagy más néven srávakák és srávakík), akik a világi dolgokat még nem hagyták hátra.
Hasonló a buddhisták szervezeti felosztása is: a közösség egyházi emberekből (bhikkhuk és bhikkhunik), valamint világi férfiakból és nőkből áll (srávakák és srávakík), akik csak könnyített fogadalmakat tesznek.
Nem világos, hogy az ősi bihári dzsain kultúra és filozófia hatással volt-e a buddhizmusra, mindenesetre egyértelmű hasonlóságokat találni a két hagyomány között. Valószínűleg a dzsaina kultúrából a naptárt vette át a buddhizmus. A dzsina naptár kezdő dátuma i.e. 527, a buddhista naptáré pedig i.e. 544.
A 2. századi Asókavadána és a Divjávadána ősi szövegei említést tesznek arról, hogy a buddhista Asóka király elrendelte több nirgrantha (dzsaina) szerzetes megölését, miután arról értesült, hogy azok olyan képeket rajzoltak, amint Budha meghajol Vardhamána előtt.

## A szangha irányítása

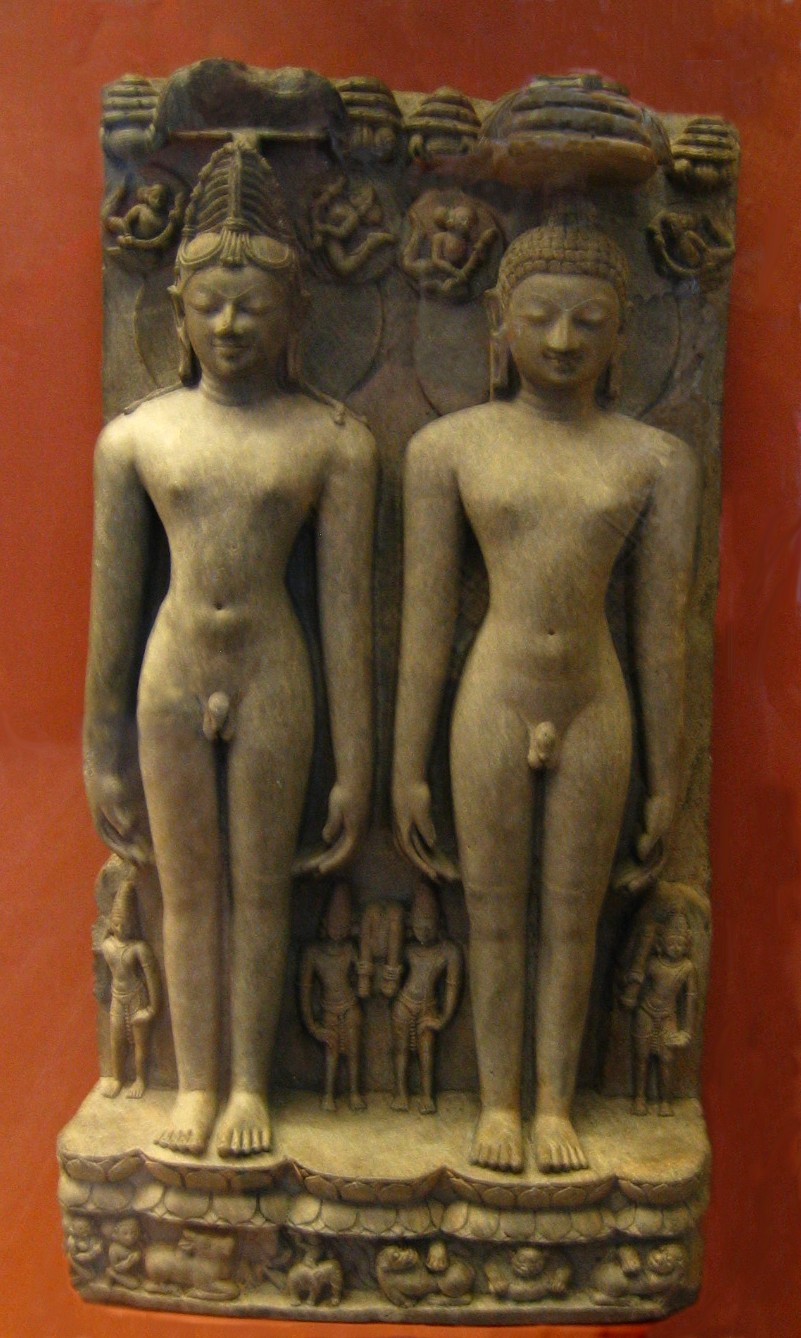
Két dzsaina tirthankara szobra: Risabha (balra) és Vardhamána (jobbra). - British Museum

Vardhamána és Gautama Buddha kortársak voltak. A páli kánonban nem szerepel, hogy a két tanító valaha találkozott volna, azonban Vardhamána tanítványai több szuttában is feltesznek kérdéseket Buddhának.  A buddhisták mindig úgy tartották, hogy Buddha és Varhamána idejére a dzsainizmus már egy jól körülhatárolt hit és kultúra volt a régióban. A buddhista szövegek filozófiai párbeszédekről számolnak be a vándorszerzetes Gautama Sziddhártha (a későbbi Buddha) és Udaka Ramaputta között, akitől a megvilágosodása előtt meditációs gyakorlatokat tanult, majd elérte mestere tudásszintjét és végül továbbállt. A buddhista írások szerint a legelső buddhisták először dzsainák voltak ("nirgranthák"), akik később áttértek a buddhizmusra, habár Buddha arra buzdította őket, hogy tartsák meg dzsaina identitásukat és gyakorlataikat, például, hogy továbbra is adjanak alamizsnát a dzsaina szerzeteseknek és apácáknak.
A buddhista feljegyzések szerint Vardhamána a nirhrantha hagyomány "négyrétű önmegtartóztatását" tanította — egyértelmű utalás a Vardhamána előtti Pársvanátha személyére (i.e. 877-777), a dzsaina hagyomány 23. tírthankarájára. Az általa hirdetett négy fogadalom (ahimsza, szatja (igazság), aparigraha (nem-birtoklás) és asztéja (nem-lopás)) szolgálhatott akár a buddhista öt fogadalom alapjaként is. Ezen felül a buddhista Anguttara-nikája szövegei megemlítik a ma már nem létező rend alapítóját, az i.e. 6. századi Purana Kasszapát, akit a "nirgranthák" közé sorol, akik az emberiség hat legfőbb osztályát alkották. A páli szövegek szerint Buddha említést tesz Vardhamána megvilágosodására (Niggantha Nataputta).[forrás?]
Mind az egyházi, mind a világi emberek felé elvárás a dzsaina vegetarianizmus. A buddhizmusban a kínai, japán, koreai és vietnámi szerzetesek vegetáriánusok, azonban nem elvárás a szigorú vegetarianizmus. A szerzetesi hagyományoknak megfelelően a szerzeteseknek minden ételt meg kell enniük, ami a alamizsna gyűjtéskor a táljukba kerül. Kivételt csak az képez, amikor a szerzetes értesül arról, hogy az állatot kifejezetten azért vágták le, hogy ő ehessen húst.
A buddhista írások szerint Buddha előtt már léteztek dzsaina gyakorlók. Buddha és a dzsaina tanok közötti szoros kapcsolatról szól a Maddzshima-nikája néhány beszéde, amely Buddha és néhány nirgrantha közösséghez tartozó személy között történt. Néha a történet végén ez utóbbiak elfogadják Buddhát tanárukként.